# Kościół św. Andrzeja Apostoła w Broku

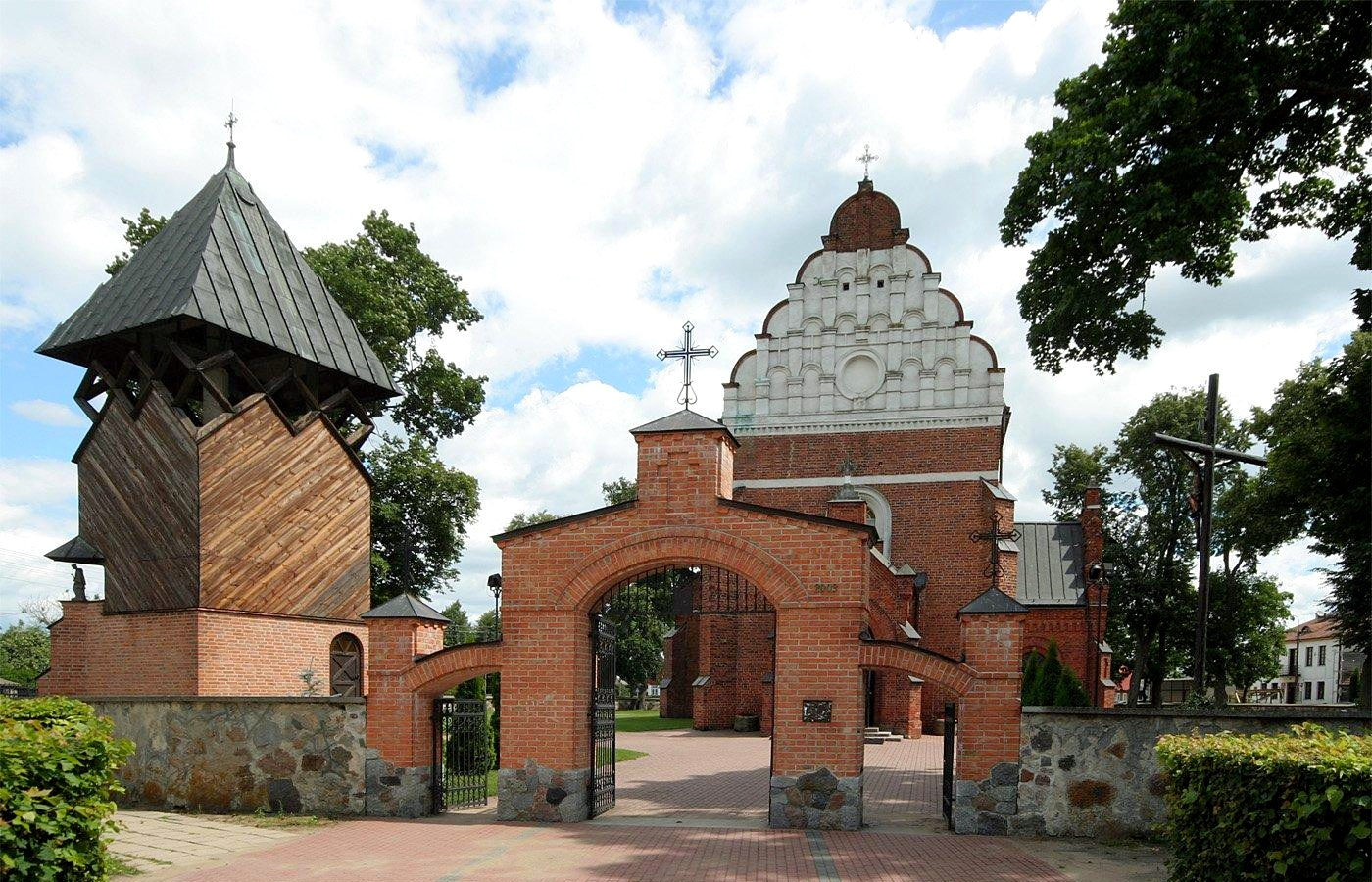
Widok ogólny

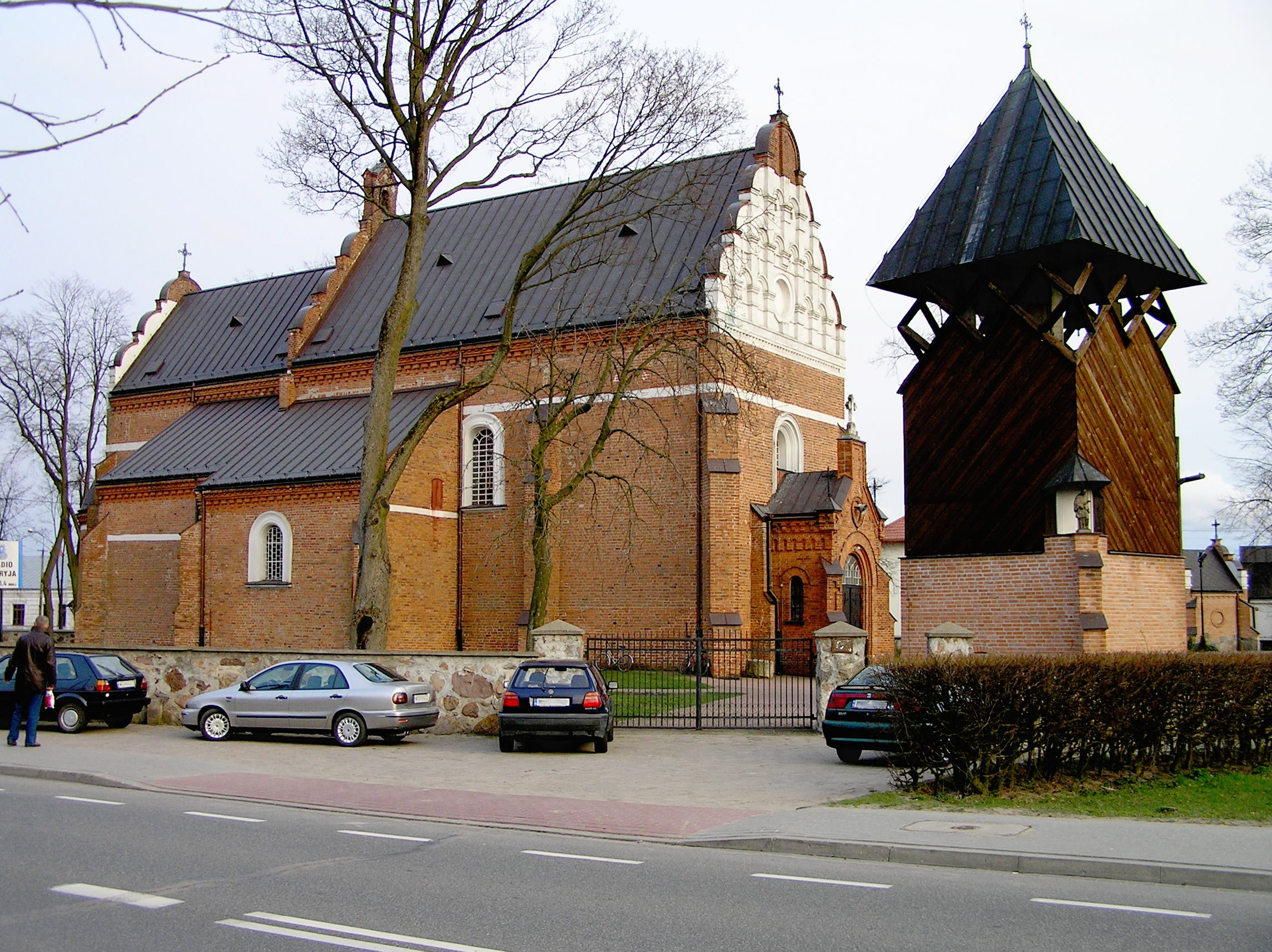
Widok ogólny

Kościół św. Andrzeja Apostoła w Broku – rzymskokatolicki kościół parafialny z XVI wieku. Mieści się w Broku przy Placu Kościelnym. Należy do dekanatu Ostrów Mazowiecka -– Chrystusa Dobrego Pasterza. Był kilkakrotnie restaurowany; w jego architekturze i wyposażeniu obecne są elementy gotyckie, renesansowe i barokowe.

## Historia
Pierwszy kościół w Broku powstał prawdopodobnie już w XII wieku, natomiast fundacja kościelna została poświadczona w 1239 r. Od tego roku w Broku mogło istnieć nawet kilka drewnianych kościołów, które poprzedziły powstanie kościoła murowanego w stylu późnogotycko-renesansowym.
Fundacja kościoła powstała z inicjatywy Samuela Maciejowskiego, biskupa płockiego w latach 1542–1545, zrealizowana została ok. 1560 r. przez Andrzeja Noskowskiego, również biskupa płockiego. Projekt kościoła przypisywany jest Janowi Baptyście Wenecjaninowi. Konsekracja kościoła odbyła się w 1560 r.

### Prace remontowe
Kościół był restaurowany w 1744 r. po zniszczeniach z okresu wojen szwedzkich (nałożono nowe tynki, wykonano opaski i gzymsy, a także wymurowano chór) oraz w 1945 r. po uszkodzeniach z okresu II wojny światowej. 
W latach 1969–1971 podczas prac remontowych odkryto szczątki renesansowej polichromii. Dalsze prace konserwatorskie i remontowe były prowadzone od 1992 r. Położono wtedy marmurową posadzkę, wykonano ławki i konfesjonały, zawieszono obrazy dotyczące tajemnic różańcowych, zakonserwowano freski z XVI wieku, które odkryto na sklepieniu, wymalowano ściany kościoła i kaplice boczne, zawieszono nowe żyrandole, wyremontowano organy z XIX wieku oraz zainstalowano ogrzewanie. W 1997 r. dach pokryto miedzianą blachą. W roku 2003 parafia św. Andrzeja Apostoła w Broku została laureatem konkursu Generalnego konserwatora zabytków „Zabytek zadbany”.

## Architektura
Bryła orientowanego kościoła jest gotycka. Szczyt oraz nawa z prezbiterium i sklepieniem są renesansowe. 
Prezbiterium jest tej samej szerokości, co prostokątna nawa o sklepieniu kolebkowym, ale jest nieco krótsze i zakończone półkolistą apsydą. Przy apsydzie znajduje się mała zakrystia. Wewnątrz ściany nawy oraz prezbiterium ozdobione są wysokimi arkadami, w których od strony południowej znajdują się wąskie okna. Wokół nawy i prezbiterium, w pasie pod sklepieniem, wydzielone są rzędy arkadowych nisz. Z prezbiterium do zakrystii przechodzi się przez półkoliście zamknięty portal.
Ściany zewnętrzne kościoła zakończone są fryzami z ozdobnie ułożonych cegieł. Przed rokiem 1620 dobudowano z inicjatywy proboszcza Jakuba Odrzywołka Kapusty północną kaplicę. Kaplica południowa oraz kruchta (od zachodniej strony) powstały w II połowie XIX wieku w stylu neogotyckim.

## Wnętrze

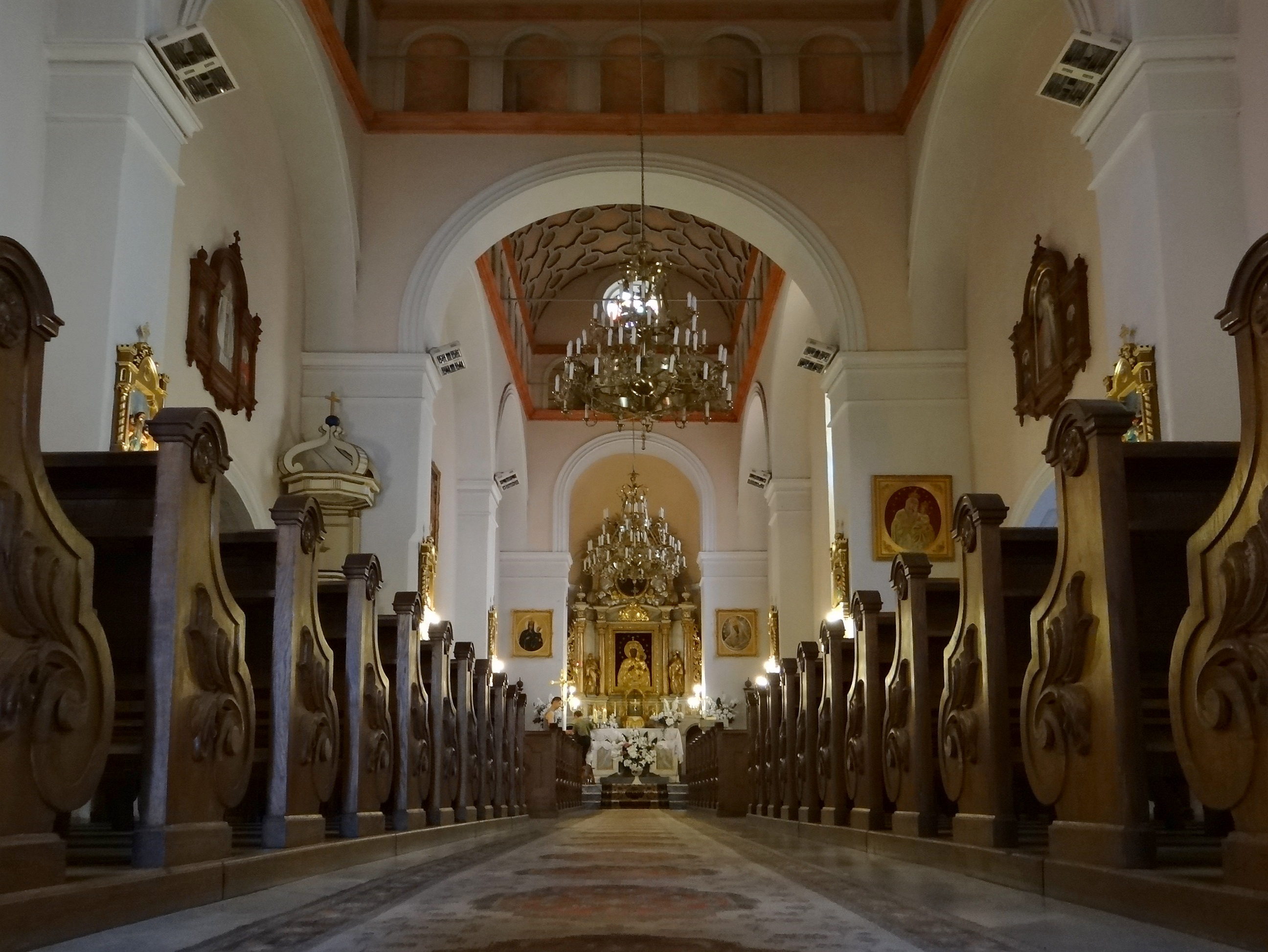
Wnętrze kościoła

Kościół posiada trzy ołtarze: ołtarz główny – św. Andrzeja Apostoła, prawy ołtarz boczny – Matki Boskiej Różańcowej oraz lewy ołtarz boczny – św. Anny. Drewniany ołtarz główny w stylu barokowym pochodzi z pierwszej połowy XVIII wieku. W środkowym polu znajduje się obraz Chrystusa Ukrzyżowanego, po jego dwóch bokach stoją figury św. Jana Nepomucena oraz św. Jana Kantego. Pod obrazem Chrystusa znajduje się drugi, późniejszy obraz, przedstawiający Matkę Boską Częstochowską z Dzieciątkiem. W wyższej części ołtarza zobaczyć można św. Andrzeja Apostoła oraz oko opatrzności. Ołtarz boczny po lewej stronie zawiera namalowany w roku 1898 przez Ignacego Stelmaskiego obraz przedstawiający św. Annę nauczającą Marię. Ołtarz boczny po lewej stronie powstał ok. roku 1744 i przedstawia Drzewo Jessego – postać leżącego proroka oraz rzeźbione kielichy kwiatów, które pną się ku górze. W kwiatach tkwią rzeźbione głowy przodków Chrystusa. Na górze znajduje się figurka Jezusa jako Dzieciątka.
Zachowane polichromie odkryte w roku 1969 podczas prac remontowych przedstawiają postaci ze Starego Testamentu, m.in. Mojżesza i Salomona, jak również prostych ludzi: rybaków, zakonników czy kobiety. 
Chrzcielnica, która ma kształt kielicha, posiada datę 1682. Drewniana polichromowana ambona, obecnie już nieużywana, znajduje się w rogu, obok ołtarza bocznego po lewej stronie. 
W kaplicy św. Anny znajduje się płyta nagrobna z drugiej połowy XVI wieku z zarysem postaci kobiecej. Płyta była pierwotnie umieszczona na zewnątrz kościoła i obecnie jest prawie nieczytelna. Fragment herbu na płycie może przedstawiać herb Korab, który należał do rodziny Piecznowskich. W kaplicy znajdują się również tablice. Jedna, poświęcona pamięci Jakuba Odrzywołka Kapusty, zmarłego w roku 1620 oraz przeniesiona w XX wieku z pałacu biskupów płockich marmurowa tablica z 1716 r. upamiętniająca renowację pałacu dokonaną przez  Ludwika Bartłomieja Załuskiego, biskupa płockiego. 

## Otoczenie kościoła

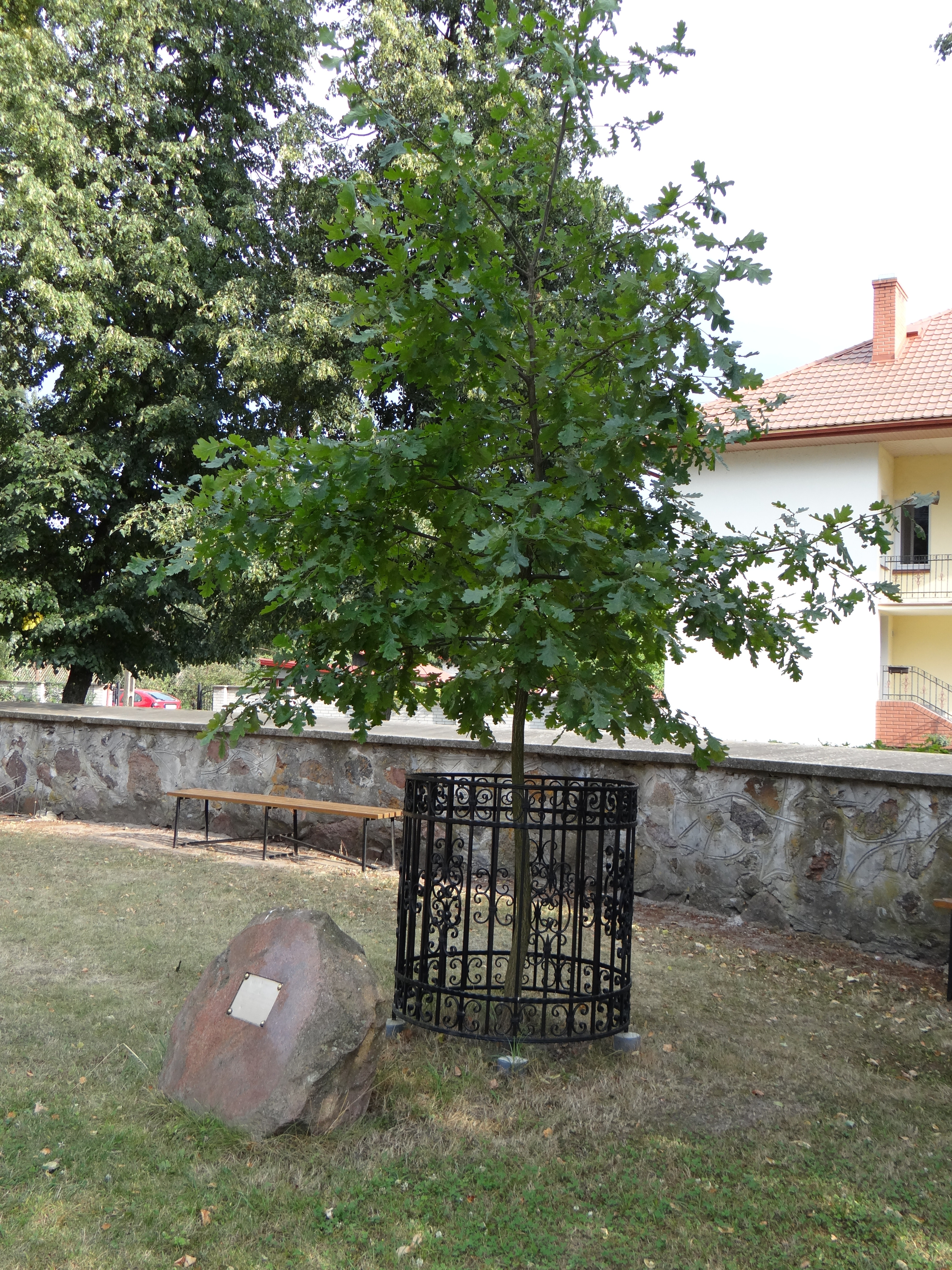
Dąb papieski

W otoczeniu kościoła znajduje się park z XVIII wieku z wieloma drzewami o pomnikowych rozmiarach. Ochroną w formie pomników przyrody objęto w 1972 roku (podstawę prawną zaktualizowano w 1990): 7 lip drobnolistnych, dwa dęby szypułkowe, dwa wiązy górskie i jeden klon zwyczajny. W sąsiedztwie kościoła rośnie też zasadzony w roku 2006 dąb papieski wyhodowany z żołędzi najstarszego dębu w Polsce Chrobrego, poświęconych przez papieża Jana Pawła II. Dąb zasadzony został w obecności biskupa łomżyńskiego ks. Stanisława Stefanka. Przy kościele znajduje się również dzwonnica, kapliczka Matki Boskiej i krzyż misji jubileuszowych.